# David Petraeus
David Howell Petraeus, född 7 november 1952 i Cornwall-on-Hudson, Orange County, New York, är en fyrstjärniga amerikansk general som var chef för CIA från september 2011 till november 2012. Petraeus var från den 4 juli 2010 till den 18 juli 2011 befälhavare för den multinationella styrkan International Security Assistance Force (ISAF) i Afghanistan. Petraeus var också tidigare militärbefälhavare för United States Central Command 2008–2010 och befälhavare för Multinationella styrkan i Irak 2007–2008.
2007 kom Petraeus på 33:e plats i tidskriften Times lista över världens 100 mest inflytelserika ledare och revolutionärer. I den brittiska tidningen The Daily Telegraphs topphundralista över inflytelserika konservativa amerikaner 2007 kom Petraeus på plats nummer två.
Den 28 april 2011 meddelade president Barack Obama att han nominerade Petraeus som ny chef för Central Intelligence Agency (CIA), efter Leon Panetta som samtidigt nominerades till befattningen som försvarsminister efter Robert Gates. Den 30 juni 2011 godkände USA:s senat enhälligt Petraeus utnämning till CIA-chef. Han tillträdde posten den 6 september 2011, men begärde avsked den 8 november 2012 på grund av otrohet mot sin fru; Petraeus entledigades dagen därpå, den 9 november.
Petraeus var porträtterad i spelet Call of Duty: Black Ops II som utkom 13 november 2012 i USA. I spelet som utspelar sig år 2025 är han betitlad ”secretary of defence” (försvarsminister).

## Uppväxt och ungdomsår
Petraeus är son till den holländske sjökaptenen Sixtus Petraeus. Modern är den amerikanska bibliotekarien Miriam (född Howell). David Petraeus växte upp i Cornwall-on-Hudson i delstaten New York. Han gick ut från Cornwall Central High School 1970. Han fick under sin uppväxt smeknamnet ”Peaches” (Persikan) på grund av sitt svåruttalade efternamn samt avsaknaden av ansiktshår. Namnet kvarstod under hans tid som kadett vid West Point.
Han gick vidare till studier vid United States Military Academy i West Point. Han tog examen 1974 med ett studieresultat som tillhörde de högsta fem procenten detta år. Petraeus var också framstående i idrott. Efter sin examen gifte han sig med Holly Knowlton, student från Dickinson College och dotter till den pensionerade armégeneralen William A. Knowlton som var överintendent vid West Point. Paret har två vuxna barn, Anne och Stephen.
1985 avlade Petraeus Master of Public Administration och 1987 avlade han doktorsexamen, PhD, i internationella relationer vid Princeton University.

## Karriär
Petraeus första militära grad var fänrik inom det lätta infanteriet 1974. 1979 avancerade han till kapten.
Från 1981 gjorde han snabb karriär genom den akademiska och militära världen: Han doktorerade vid Princeton University med avhandlingen The American military and the lessons of Vietnam : a study of military influence and the use of force in the post-Vietnam era 1987. Samma år som han doktorerade vid Princeton blev han befordrad till major. 1991 blev han befordrad till överstelöjtnant. Fyra år senare blev han befordrad till överste. 1999 blev han befordrad till brigadgeneral. 2001 befordrades han till generalmajor och 2004 blev han generallöjtnant innan han 2007 blev befordrad till general. Petraeus militära tjänstgöring omfattar militäroperationer i Haiti, Kuwait, Bosnien-Hercegovina och Irak (från juni 2004 till oktober 2005). 2005 utsågs Petraeus till överbefälhavare vid Fort Leawenworth. Under sin tid som befälhavare vid Fort Leawenworth översåg han tillsammans med generallöjtnanten i marinkåren James N. Mattis publicerandet av den militära fältmanualen 3 - 24 Counter - Insurgency, av vilken huvuddelen var skriven av en blandad grupp av militära officerare, akademiker, människorättsförespråkare och journalister som hade fått i uppgift att få fram den militära fältmanualen. Under sin tid som befälhavare vid Fort Leawenworth och vid de militära skolorna och träningsprogrammen integrerade han studier i upprorsbekämpning (”counterinsurgency”) i läroplanen och träningsexerciserna. I februari 2007 återvände han till Irak för att efterträda general George W. Casey Jr. som blev ny arméstabschef.

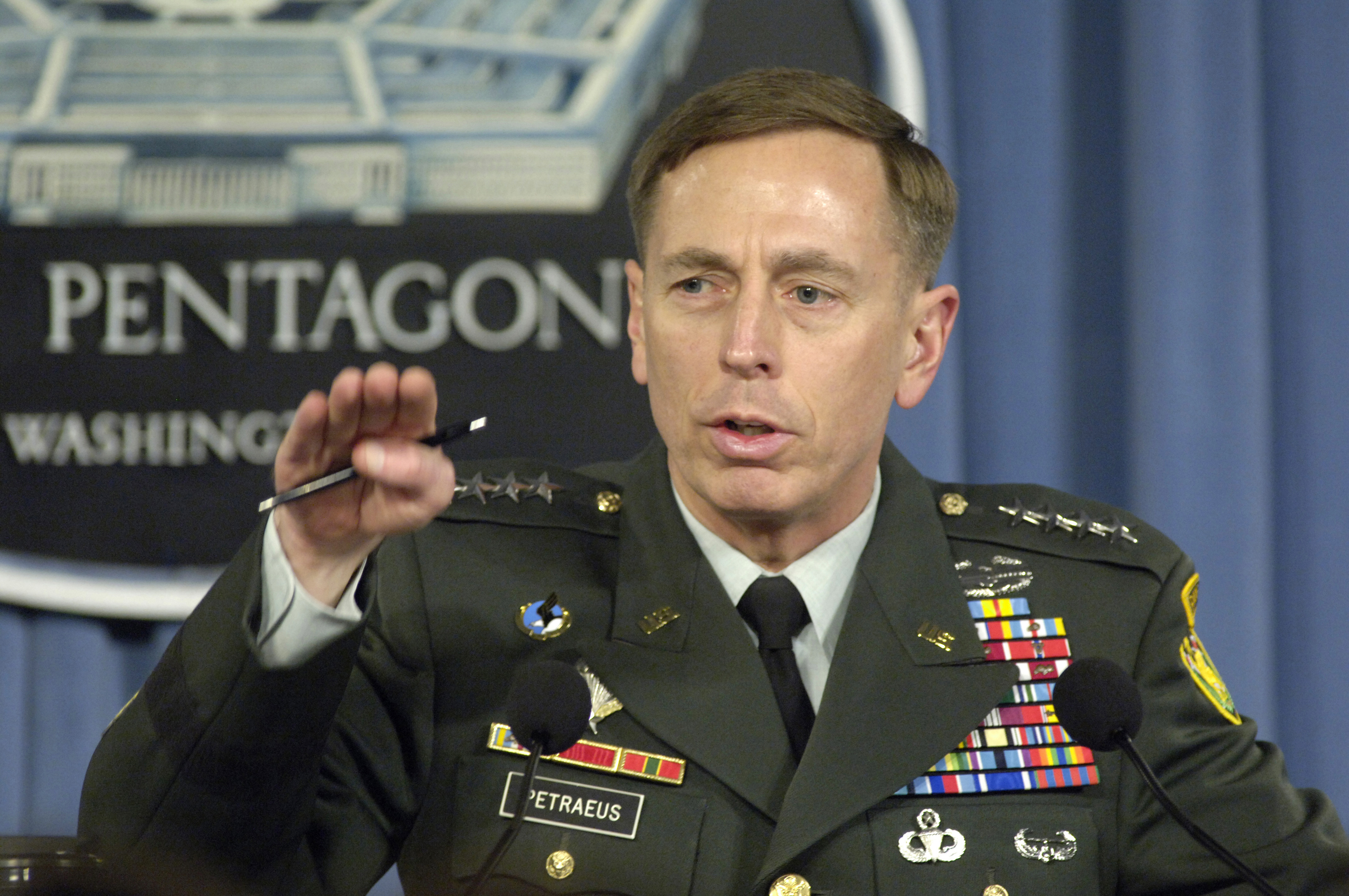
Petraeus i Pentagon den 26 april 2007.

Petraeus främsta åtagande har varit att minska våldsnivån i Irak och att minska al-Qaidas, sunnimotståndets och de shiamuslimska dödspatrullernas möjlighet till ett avgörande inflytande på den politiska utvecklingen i Irak.
Han utsågs till ny befälhavare för Irakkoalitionen i januari 2007 och godkändes senare i februari 2007 samt tog därefter över befälet efter den förre befälhavaren som kallats tillbaka till Washington. Efter att ha övertagit kommandot för de allierade styrkorna i Irak började Petraeus implementera sin nya strategi tillsammans med likasinnade militärer som överste Mike Meese och överste H.R. McMaster som har skrivit den kritiska boken Dereliction of Duty mot Johnsonadministrationens strategi under Vietnamkriget 1965–1969 samt den australiensiske överstelöjtnanten David Kilcullen, som var särskild upprorsbekämpningsrådgivare till utrikesminister Condoleezza Rice. I september 2007 vittnade Petraeus och USA:s ambassadör Ryan Crocker inför kongressen om det politiska, militära och ekonomiska läget i Irak. Vittnesmålet togs emot med skepsis och även med en del fientlighet. Senator Hillary Clinton sade om Petraeus vittnesmål att det krävdes ”a willing suspension of disbelief” (ett villigt uteslutande av misstrogenhet) för att tro på hans vittnesmål om att situationen i Irak hade gradvis börjat förändras till det bättre. Den vänsterliberala aktivistorganisationen MoveOn köpte en helsida i The New York Times där de angrep generalen för att vara General Betray Us, en ordlek på hans efternamn, och anklagade honom för att vara en Vita husets lakej.
Under våren 2008 vittnade han åter inför kongressen och emottogs med mindre fientlighet och skepsis. Den 23 april 2008 meddelade försvarsminister Robert Gates att president George W. Bush nominerade Petraeus till militärbefälhavare för Central Command, som är det högsta militärkommandot med regionalt ansvar för USA:s militära operationer i Mellanöstern och Centralasien, vilket således har en central position i det pågående kriget mot terrorismen. Petraeus ställföreträdare general Raymond Odierno nominerades som ny befälhavare för Multinationella styrkan i Irak. Under nomineringsförhören berömdes Petraeus och Odierno av försvarsutskottets ordförande, senator Carl Levin. Den 10 juli godkände den amerikanska senaten Petraeus som befälhavare för USA:s centralkommando. 95 senatorer röstade ja. Bland de som inte röstade fanns de två presidentkandidaterna Barack Obama (demokrat) och John McCain (republikan). En tredje var senatorn Ted Kennedy (demokrat). Två röstade nej: Iowa-demokraten Tom Harkin och West Virginia-demokraten Robert Byrd. Odierno godkändes med röstsiffrorna 96 för och en emot. Senatorerna McCain, Obama och Kennedy avstod från att rösta.
Petraeus lämnade över befälet av Multinationella styrkan i Irak den 16 september 2008 för att den 31 oktober 2008 överta befälet över Förenta staternas militära centralkommando (Central Command).

### Afghanistan
Petraeus utsågs av president Obama till befälhavare för de utländska styrkorna i Afghanistan 24 juni 2010.  Han ersatte general Stanley A. McChrystal som avskedades av Obama efter att ha uttalat sig i tidningen Rolling Stone.

### Datum för befordringar
| Grad                        | Datum |
| --------------------------- | ----- |
| Fänrik (Second Lieutenant)  | 1974  |
| Löjtnant (First Lieutenant) | 1976  |
| Kapten                      | 1978  |
| Major                       | 1985  |
| Överstelöjtnant             | 1991  |
| Överste                     | 1995  |
| Brigadgeneral               | 2000  |
| Generalmajor                | 2003  |
| Generallöjtnant             | 2004  |
| General                     | 2007  |